# 成瀬守
成瀬 守（なるせ まもる）は、日本のイラストレーター、同人作家。

## 作品

### 原画
アダルトゲーム
- Giftにじいろストーリーズ（MOONSTONE）
- Clear -クリア-（MOONSTONE）
- ね〜PON?×らいPON!（Navel/Lime）
- Clearクリスタルストーリーズ（MOONSTONE）
- こんぼく麻雀 〜こんな麻雀があったら僕はロン!〜（あかべぇそふとつぅ）
- Piaキャロットへようこそ!!4（カクテル・ソフト）
- なないろ航路（Journey）
- ツクモノツキ（Sugar Pot）
- プレスタ!〜Preciouas☆Star's フェスティバル〜（アトリエかぐや）
- 恋する少女と想いのキセキ〜Poupee de souhaits〜（Sugar Pot）
- 毎日がハーレムすぎて王子は姫を決められないっ!（PeasSoft）

一般ゲーム
- Gift -Prism-（Sweets）
- Clear 〜新しい風の吹く丘で〜（Sweets）

### 小説イラスト
美少女文庫
- 青橋由高『絶対無敵♥お嬢様』2006年
- 石川千里『にゃんコン!―ネコ耳ナース?キツネ巫女?』2007年
- 天野都『ホントに撮っちゃうよ？　生徒会長さん』2009年
- 鷹羽シン『妹ぺろぺろ♥』2010年
- 鷹羽シン『妹ぬるぬる♥』2011年

ぷちぱら文庫Creative
- 亜衣まい『【ドスケベ注意】超絶かわいい幼なじみと子作りメイド契約を結んだ結果www』2015年
- 鈴風ふーりん『異世界に転生した俺は最上級の女たちを集めてみた！』2015年
- 愛内なの『子作り学園で巨乳JKを孕ませました 』2016年
- 日常男爵『とにかく楽に始める異世界ハーレム』2017年
- 愛内なの『ログインボーナスだけで生きるご隠居ライフ』2018年
- 成田ハーレム王『無能扱いされていたアラサー村人、実は世界最強のヒーラーだった』2019年

### アニメ
- C3 -シーキューブ-（第四章エンドカードイラスト）

## 同人活動
『THE FLYERS』（ザ フライヤーズ）という名前の同人サークルを主宰している。